# Association nationale pour le développement des arts de la mode
L’Association nationale pour le développement des arts de la mode (ANDAM) est une association à but non lucratif loi de 1901, qui organise chaque année un grand concours destinée à repérer et à lancer de jeunes stylistes sur la scène de la mode française et internationale.

## Historique
Nathalie Dufour a fondé l’ANDAM en 1989 sous l’égide de Pierre Bergé, et a immédiatement bénéficié des soutiens de la Délégation aux arts plastiques du ministère de la Culture et de la Communication, et du DEFI, le Comité de développement et de promotion de l’habillement. Sa création représente une étape décisive dans l’histoire de la mode internationale et a contribué à l’avènement des plus grands noms de la mode contemporaine. En 2018, Guillaume Houzé, mécène de l’ANDAM et membre du directoire du groupe Galeries Lafayette, succède à Pierre Bergé à la présidence de l'ANDAM.
L’ANDAM, au travers de son concours annuel et de sa mission quotidienne de conseils aux entreprises, se positionne comme un agent de développement des nouveaux modèles économiques et offre des réponses créatives, sociales, éthiques et environnementales aux besoins d’une industrie confrontée à des changements inédits.

### Conseil d'administration 2023
- Guillaume Houzé, président
- Nathalie Dufour, directrice et fondatrice
- François Quintin, délégué aux Arts Visuels, ministère de la Culture
- Pascal Morand, président exécutif de la Fédération française de la couture
- Astrid Even, chef du bureau du textile, de la mode et du luxe au ministère de l'Industrie
- Clarisse Reille, directrice générale du DEFI
- Christine Macel, directeur des musées des arts décoratifs de Paris
- Sylvie Ebel, directrice générale adjointe, IFM
- Madison Cox, Président, Fondation Pierre Bergé Yves Saint Laurent
- Laurence Delamare, Directrice du 7L et de la narration éditoriale mode, CHANEL
- Valérie Duport, directrice de la Communication, KERING
- Sidney Toledano, PDG LVMH Fashion Group
- Guillaume de Seynes, Directeur Général, Hermès
- Sophie Delafontaine, Directrice Artistique, Longchamp
- Delphine Viguier Hovasse, Directrice Internationale, L'Oréal Paris

### Les 20 ans
En 2009, pour célébrer ses 20 ans, l’ANDAM coédite un recueil inédit : Modernes, un document rare et détaillé retraçant les grands phénomènes du style de ces vingt dernières années en s'appuyant sur le travail des lauréats de l'ANDAM. Florence Müller, auteur et historienne de la mode, y délivre une analyse précise des différentes facettes de la mode à la fois moderne et universelle. L’ANDAM confie à Pierre-François Letué, graphiste plasticien, la conception du livre et donne carte blanche au photographe de mode Jean-François Lepage pour réaliser une série photographique sur les créations des 80 lauréats.

## Prix de l'ANDAM
Les ANDAM, se sont installés au fil des éditions comme une référence incontournable chez les professionnels du milieu et dans la presse internationale. En plus d’offrir aux lauréats les moyens d’un développement pérenne et d’une visibilité mondiale, il leur ouvre les portes du calendrier officiel des défilés parisiens ; et se distingue par sa volonté de dynamiser le secteur de la mode en France.
Si le concours de l’ANDAM est longtemps resté consacré aux européens résidents en France, son ouverture à des candidatures internationales autorisée depuis 2005, lui permet de se mesurer aux plus grands prix de mode internationaux comme ceux décernés par le CFDA, le Fashion Fringe ou encore le New Gen… En 2023, la dotation globale des ANDAM Fashion Awards atteint une dotation globale de 700.000 euros, et décerne 5 prix:
1. le Grand Prix doté de 300.000 euros, qui couronne un créateur français ou étranger souhaitant s’implanter durablement à Paris, et contribuer au dynamisme de la scène parisienne et de l’industrie française;
2. le Prix Spécial doté de 100.000 euros, qui  vient récompenser le second finaliste parmi les nommés au Grand Prix;
3. le Prix Pierre Bergé doté de 100.000 euros, qui a vocation à valoriser une jeune entreprise française du secteur de la mode pour lui permettre de se développer et de rayonner sur la scène internationale;
4. le Prix Accessoires de Mode doté de 100.000 euros pour une entreprise de maroquinerie, chaussures ou bijoux françaises ou internationales;
5. et le Prix de l'Innovation de l'ANDAM, créé en 2017 et doté de 100.000 euros, qui s'adresse à des start-up qui offrent des solutions technologiques innovantes au service d’une mode plus respectueuse des humains et de la planète.

## Partenariat
Décernant chaque année cinq prix de mode au travers d'un jury de partenaires privés et de professionnels de la mode, l'ANDAM a pour objectif de fédérer tous les acteurs de cette industrie culturelle, tant institutionnels que privés, afin de promouvoir, grâce à leur aide financière et leur accompagnement personnalisé, les créateurs de mode et leurs entreprises.

### Partenaires 2023
- Balenciaga
- Bureau Betak
- CHANEL
- Chloé
- Fondation Pierre Bergé - Yves Saint Laurent
- Galeries Lafayette
- Google
- Instagram
- Kering
- Hermès
- Lacoste
- L'Oréal Paris
- Longchamp
- LVMH
- Mytheresa
- OTB
- Première Classe Tuileries
- Swarovski
- Tomorrow
- Saint Laurent Paris

## Jury
Chaque année, à la réception de l’ensemble des dossiers de candidature, la commission nationale, composée des représentants des partenaires privés et institutionnels et d’une dizaine de professionnels de la mode ayant une forte expertise dans leur domaine, sélectionne les finalistes sur la base de leur parcours créatif et de leur potentiel de développement. En juin, le jury se réunit pour élire à bulletin secret et après présentation orale de chacun des finalistes, les trois lauréats de l'année.

## Citations
- « Recevoir le prix de l’ANDAM a été à l’époque comme un miracle pour notre petite structure. Le prix m’a permis de réaliser une collection qui a fait connaître la marque Véronique Leroy à l’international, notamment médiatiquement grâce à une très belle série par Inez van Lamsweerde et Vinoodh Matadin dans le magazine The Face. » Véronique Leroy
- « C’était il y a longtemps, mais je me souviens de m’être senti gratifié quand j’ai remporté le prix de l’ANDAM (…) J’ai été personnellement stimulé. » Jean Touitou, fondateur d’A.P.C.
- « Le prix de l’ANDAM est très important pour encourager les jeunes talents à réaliser leur rêve. Gagner ce prix m’a donné la possibilité de développer ma vision de la mode, j’ai ainsi pu créer mon show exactement comme je le voulais et réaliser sur le podium l’image que j’avais en tête. » Jeremy Scott
- « Grâce à l’ANDAM, j’ai eu l’impression de bénéficier d’un grand encouragement dans mon histoire et d’un souffle de trésorerie énorme. Ce concours a été pour moi un soutien de taille du point de vue de la communication, des ventes, et de ma visibilité institutionnelle. » Anne Valérie Hash
- « Le prix de l’ANDAM m’a permis de présenter ma collection printemps‐été 2008 à Paris et de réaliser un défilé. Il m’a également permis d’obtenir beaucoup de parutions dans la presse internationale, véritable atout pour se faire connaître de nouveaux clients. » Bruno Pieters
- « Être reconnu par un jury aussi prestigieux, incluant Sarah de colette et Joseph Quartana de Seven New York est une aide énorme, et défiler maintenant à Paris va permettre à ma marque de passer à un niveau supérieur. » Gareth Pugh
- « Depuis quinze ans, cette émanation chic et intelligente du Ministère de la Culture et du Comité de promotion et de développement de l’habillement scanne la planète jeunes créateurs. » Vogue Paris
- « Pour un jeune créateur au talent manifeste, venir défiler à Paris, relever le défi et accepter de se confronter aux professionnels du monde entier est l’aventure la plus importante et la plus excitante. L’ANDAM autorise ce projet et permet à Paris de rester le passage obligé de tous les succès. » Jean-Jacques Picart
- « Alors que l’industrie de la mode est confrontée à des mutations sans précédent, l’ANDAM a plus que jamais un rôle à jouer pour faire émerger les talents qui feront la mode de demain. A cette occasion, je tiens à rendre hommage à Pierre Bergé, un homme de vision et de convictions qui a œuvré sans faille depuis la création de l’association pour lui assurer le rayonnement dont elle bénéficie aujourd’hui et renforcer la place de Paris en tant que capitale mondiale de la mode. » » Guillaume Houzé, Président de l'ANDAM
- « J’ai fondé l’ANDAM en 1989 avec pour mission de repérer et accompagner les talents qui feront la mode de demain. La coordination renforcée de nos partenaires institutionnels et privés permet à l’ANDAM de développer son action internationale et d’étendre son soutien à l’ensemble du secteur de l’industrie de la mode en France, comme en témoigne la création du Prix de l’Innovation cette année. Ces prix offrent aux jeunes marques un soutien financier de plus en plus important et un programme d’accompagnement global et transversal nécessaire à la structuration et au développement de leur entreprise.» » Nathalie Dufour, directrice générale de l'ANDAM